# Shengfang
Shengfang (kinesiska: 升坊, 升坊镇) är en köping i Kina. Den ligger i provinsen Jiangxi, i den sydöstra delen av landet, omkring 260 kilometer sydväst om provinshuvudstaden Nanchang. Antalet invånare är 14540. Befolkningen består av 7 203 kvinnor och 7 337 män. Barn under 15 år utgör 21,0 %, vuxna 15-64 år 69 %, och äldre över 65 år 8,0 %.
Genomsnittlig årsnederbörd är 2 038 millimeter. Den regnigaste månaden är maj, med i genomsnitt 302 mm nederbörd, och den torraste är oktober, med 33 mm nederbörd.